# 오다 에이치로
장오다 에이치로
줄엽: 영화 연양 행복
출판사데연코리아
출생:1999년 3월11일 (만27세)
극적:대한민국
직업:만화가 
출간:백일야행 원피스  무사의모혐둥 
장르:소년먼화
제23회한국만화상소년만화헙회상수상
활동시기2025년6월10일~현재

## 개요
제카이 대학교 부속 고등학교 재학 중에 단편 《WANTED!》가 주간 소년 점프 신인상인 데즈카상에 준입선 한다(이때의 팬네임은 쓰키히미즈키콘도). 도카이 대학 공학부 건축학과를 중퇴하고 카이타니 시노부, 토쿠히로 마사야, 와츠키 노부히로의 어시스턴트로 일했다. 어시스턴트 활동중에 그린 작품은 《ROMANCE DAWN》으로, 이 작품은 《원피스》의 원형이 된다.
1997년부터 주간 소년 점프에 원피스의 연재를 시작한다. 점프를 대표하는 인기만화가 되었고, 2007년에 연재 10주년 맞이하였고 2012년에 연재 15주년을 맞이하였다. 또한 2022년에 연재 25주년을 맞이했으며 이를 기념해 원피스가 드라마화 되었다. 원피스의 드라마는 주연 배우들을 오다 에이치로가 직접 면접을 실시해서 선발했다.

## 작품

### 만화
- 원피스 (1997년 - /주간 소년 점프에서 연재중, 대한민국 대원씨아이에서 출판)
- WANTED! - 오다 에이치로 단편집 (1998년/슈에이샤, 대한민국 대원씨아이에서 출판)

- 신이 준 미래의 선물
- 일귀야행
- MONSTERS
- ROMANCE DAWN

- CROSS EPOCH (2006년 12월 26일 원피스 번외로 연재. 도리야마 아키라와의 합작)

### 화보
- ONE PIECE 오다 에이치로 화보집 COLOR WALK （슈에이샤, 2001년 7월）
- ONE PIECE 오다 에이치로 화보집 COLOR WALK 2（슈에이샤, 2003년 11월）
- ONE PIECE 오다 에이치로 화보집 COLOR WALK 3~LION~（슈에이샤, 2006년 1월）

### 그 외
- 초 코치카메 (슈에이샤, 2006년 6월)

- 여기는 잘나가는 파출소 30주년 기념의 1페이지의 일러스트

## 관련 인물
- 하라 테츠오
- 미야시타 아키라
- 우스이 요시토
- 토리야마 아키라
- 유데 타마고
- 카이타니 시노부
- 토쿠히로 마사야
- 와츠키 노부히로
- 타케이 히로유키
- 키시모토 마사시

### 어시스턴트
- 에지리 타츠마

## 사망 루머
2011년 3월 11일에 발생한 동일본 대지진 때 사망설이 있었으나 사망설은 거짓이며 지진에서 살아남아 이후 이메일을 통해 무사함을 알렸다.